# Лекції пам'яті Лізи Майтнер
Лекції пам'яті Лізи Майтнер (англ. Lise Meitner memorial lectures) — це почесні лекції у форматі колоквіуму, які проводяться щороку в університетському дослідницькому центрі AlbaNova у Стокгольмі за спонсорської підтримки Королівської академії наук через Нобелівський комітет з фізики. Лектору також вручається пам'ятна медаль. Почесна лекція вшановує пам'ять австрійської вченої, спеціалістки в галузях ядерної фізики та радіохімії Лізи Майтнер (1878—1968), яка провела значну частину свого наукового життя у Стокгольмі. В університетському центрі AlbaNova розташовуються фізичні факультети Королівського технологічного інституту, Стокгольмського університету та Північного інституту теоретичної фізики (NORDITA).

## Почесні лектори
- 2015: Френк Вільчек (Массачусетський технологічний інститут). Тема лекції: «Physics in 100 years» (Фізика через 100 років)[1]
- 2016:Бертран Гальперін[en] (Гарвардський університет). Тема лекції: «Defects with Character: Zero-Energy Majorana Modes in Condensed-Matter Systems» (Дефекти з характером: майоранівські моди з нульовою енергією в системах конденсованого середовища)[2]
- 2017: Данкан Голдейн (Принстонський університет). Тема лекції: «Topological Quantum Matter and Entanglement» (Топологічна квантова матерія та заплутаність)[3]
- 2018: Лене Гау (Гарвардський університет). Тема лекції: «The art of taming light» (Мистецтво приборкати світло)[4]
- 2019: Майкл Беррі (Бристольський університет). Тема лекції: «Geometric phases and the separation of the world»[5]
- 2020: Іммануель Блох (Інститут квантової оптики товариства Макса Планка, Гархінг). Тема лекції: «Controlling and Exploring Quantum Matter at the Single Atom Level» (Контроль та дослідження квантової матерії на рівні одного атома)
- 2021: Пабло Харільо-Ерреро (Массачусетський технологічний інститут). Тема лекції: «The Magic of Moiré Quantum Matter» (Магія муарової квантової матерії)
- 2022: Пітер Шор (Массачусетський технологічний інститут). Тема лекції: «Quantum computing» (Квантові обчислення)[6]
- 2023: Jun Ye[en] (Національний інститут стандартів і технології). Тема лекції: «Engineering a quantum frontier for atomic clocks and fundamental physics» (Розроблення квантового рубежу для атомних годинників і фундаментальної фізики)[7]